# El Limón Guadalupe
El Limón Guadalupe är en ort i Mexiko.   Den ligger i kommunen Tlacoachistlahuaca och delstaten Guerrero, i den sydöstra delen av landet, 270 km söder om huvudstaden Mexico City. El Limón Guadalupe ligger 772 meter över havet och antalet invånare är 618.
Terrängen runt El Limón Guadalupe är kuperad åt sydost, men åt nordväst är den bergig. El Limón Guadalupe ligger nere i en dal. Runt El Limón Guadalupe är det ganska glesbefolkat, med 27 invånare per kvadratkilometer. Närmaste större samhälle är San Pablo Atzompa, 18,2 km nordväst om El Limón Guadalupe. I omgivningarna runt El Limón Guadalupe växer huvudsakligen savannskog.